# Clarembaud Ier de Chappes
Pour les articles homonymes, voir Clarembaud de Chappes.
Clarembaud Ier de Chappes ou Ascelin de Chappes (né vers 1020 - † vers 1080) est le premier seigneur de Chappes connu. Il épouse Gillette de Plancy et est la tige des maisons de Chappes et de Plancy.

## Biographie
Il est le premier seigneur de Chappes connu et est également abbé laïc de l'abbaye Saint-Loup de Troyes.
Ainsi, en 1067, à Melun, son fils Gautier fait partie des 32 souscripteurs d'une décision du roi Philippe Ier et est nommé comme le fils de Clarembaud de Chappes.
En 1076, il fait une donation pour la fondation de l'abbaye de Molesme. Puis entre 1076 et 1090, avec son accord, son épouse Gillette de Plancy fonde le prieuré de Plancy.

## Mariage et enfants
Il épouse Gillette de Plancy, première dame de Plancy connue, possible fille d'Engelbert IV, comte de Brienne, dont il a au moins trois enfants :
- Gautier Ier de Chappes, qui succède à son père comme seigneur de Chappes ;
- Hugues Ier de Plancy, qui succède à sa mère comme seigneur de Plancy ;
- Hodierne de Chappes, citée comme sœur d'Hugues dans une charte faite entre 1076 et 1120 ;
- peut-être une autre fille non nommée, qui aurait épousé Geoffroi de Troyes, sénéchal du comte Hugues Ier de Champagne.

## Source
- Marie Henry d'Arbois de Jubainville, Histoire des Ducs et Comtes de Champagne, 1865.
- Prosper Adnot, Notes historiques sur l'ancienne ville de Chappes, 1865.
- Edouard de Saint Phalle, Les Seigneurs de Chappes aux XIe et XIIe siècles, 2007.
- Edouard de Saint Phalle, La seigneurie de Chappes et l'origine des vicomtes de Troyes, 2007.